# Margarobyas lawrencii
El autillo cubano, sijú cotunto o cuco (Margarobyas lawrencii) es una especie de ave strigiforme de la familia Strigidae endémica Cuba. Pertenece al género monotípico Margarobyas.

## Nombres
Margarobyas deriva del griego margarites que significa perla y byas búho, en alusión a Cuba, la «Perla de las Antillas», lawrencii en latín es “dedicado a Lawrence”. Como a otras lechuzas, se le llama sijú, que es de origen taíno, otra denominación aborigen es también cucuba.

## Distribución
El sijú cotunto es endémico de Cuba. Es común en los bosques densos de la isla de Cuba, Isla de la Juventud y los cayos Coco y Romano.

## Descripción
Margarobyas lawrencii mide cerca de 22 cm de largo (la hembra algo menor). Por el dorso es de color castaño oscuro con algunos moteados en blanco en la espalda y las cobertoras de alas. La cara es gris pardo verduzco con cejas blancas. Ojos y pico de color castaño oscuro. La garganta es blancuzca y el pecho es más oscuro por manchas lineales pardas en las plumas, que se aclara hacia las partes posteriores. Las remeras en el ala son de color castaño oscuro con borde externo manchado de blanco. La cola es de color castaño oscuro, por debajo tiene barra tenue blancuzca. Patas largas de color amarillo claro y con tarsos desnudos. 
Sus hábitos de caza son exclusivamente nocturnos. Durante el día permanece al abrigo no muy profundo en cuevas o en lugares oscuros. Si durante el día queda accidentalmente ha descubierto, suelen atacarlo con saña muchos pájaros, al sorprenderlo así indefenso por su pobre vista diurna. Consume grandes insectos nocturnos, sobre todo mariposas, y también reptiles y pequeñas aves. 

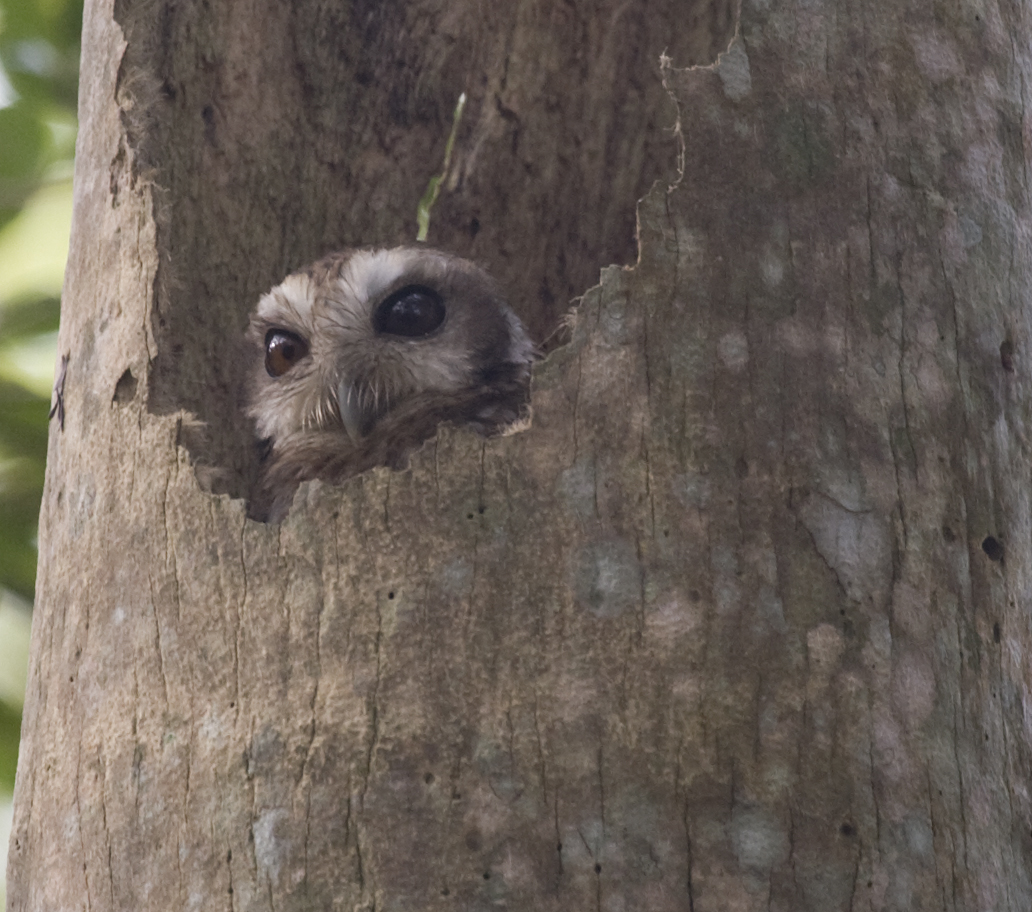

## Nido
Anida de abril a mayo en el interior de su dormitorio en cuevas o huecos de árboles como los abandonados de carpinteros, no agrega materiales. Pone dos huevos blancos de 3,2 cm de largo por 3 cm de ancho. 